# Mesochorus aboriginalis
Mesochorus aboriginalis là một loài tò vò trong họ Ichneumonidae.